# OGLE-TR-56b

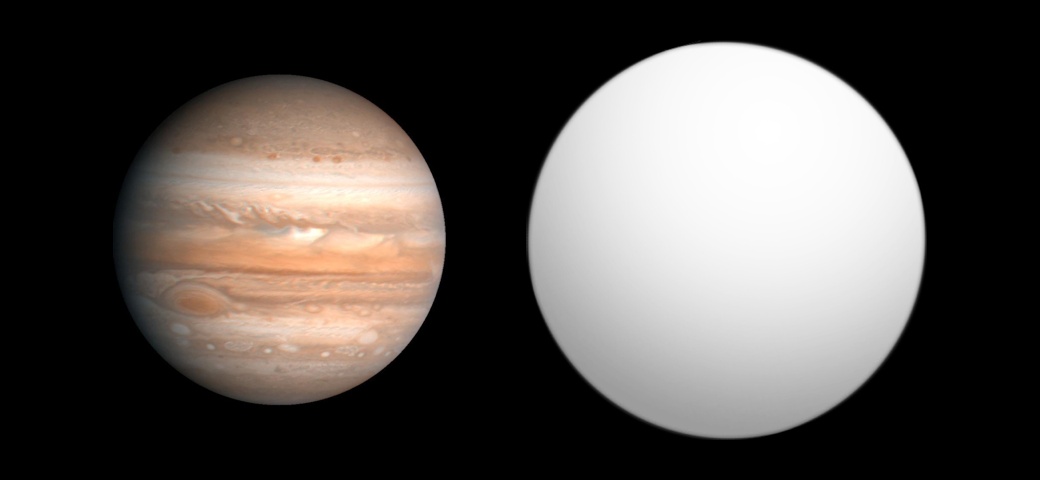

OGLE-TR-56b는 궁수자리 방향으로 지구로부터 약 4,900광년 떨어져 있는 외계 행성이다. 모항성은 OGLE-TR-56이다. 2002년 11월 3일 OGLE 계획을 통해 발견되었다. 행성이 항성 앞을 지나가면서 빛을 가리는 것을 이용한 트랜싯법을 이용하여 발견했다. 2003년 1월 4일 도플러 분광법을 이용, 이 행성의 존재가 공식적으로 검증되었다.
이 행성의 공전주기는 발견 당시 기준으로 모든 외계 행성들 중 가장 짧았다. 2008년 4월 1일 WASP-12b가 발견되면서 기록은 깨지게 된다.

## 같이 보기
- 광학 중력 렌즈 실험
- OGLE-TR-113b
- OGLE-TR-10 b
- OGLE-TR-111b
- OGLE2-TR-L9b